# Crustulina jeanneli
Crustulina jeanneli är en spindelart som beskrevs av Lucien Berland 1920. Crustulina jeanneli ingår i släktet Crustulina och familjen klotspindlar. Inga underarter finns listade i Catalogue of Life.